# Kubuś Puchatek i filozofowie
Kubuś Puchatek i filozofowie – książka napisana przez Johna Tyermana Williamsa, w której Kubuś Puchatek opisany jest jako filozof i myśliciel. Według Wiliamsa Kubuś Puchatek wykładał swoim przyjaciołom m.in. teorię heliocentryczną i nauki Platona, Hegla, Kanta i Nietzschego. Autorem polskiego przekładu jest Rafał Prinke. W książce wykorzystane oryginalne ilustracje z Kubusia Puchatka i Chatki Puchatka.